# ریسیتاس
خوان خویا بورخا (اسپانیایی: Juan Joya Borja‎؛ ۵ آوریل ۱۹۵۶ – ۲۸ آوریل ۲۰۲۱) با نام هنری ریسیتاس (اسپانیایی: El Risitas‎) که معنای تقریبی آن «آقای خنده» است، بازیگر و کمدین اهل اسپانیا بود.
او در سال ۲۰۱۵ به سبب انتشار چند میم طنزآمیز که روی مصاحبهٔ او با خسوس کینترو در سال ۲۰۰۷ در شوی تلویزیونی «موش‌های رنگارنگ» صداگذاری و اجرا شده بود، شهرت فراوانی یافت.